# Юнашков
Юна́шков (укр. Юнашків) — село в Бурштынской городской общине Ивано-Франковского района Ивано-Франковской области Украины.
Население по переписи 2001 года составляло 1006 человек. Занимает площадь 11,484 км². Почтовый индекс — 77070. Телефонный код — 03435.